# Paweł Dawidowicz
Paweł Marek Dawidowicz, född 20 maj 1995 i Olsztyn, är en polsk fotbollsspelare som spelar för Hellas Verona i Serie A. 